# 安東·戈洛楚茨科夫
安東·戈洛楚茨科夫（俄語：Антон Сергеевич Голоцуцков，1985年7月28日—），俄國男子體操運動員。他是謝韋爾斯克人。

## 經歷
他於2008年北京奧運的男子跳馬及自由體操項目奪得兩面銅牌。